# Lawrence Stevens
Lawrence Stevens est un boxeur sud-africain né le 25 février 1913 à Johannesbourg et mort le 17 août 1989 à Durban.

## Carrière
Il devient champion olympique aux Jeux de Los Angeles en 1932 dans la catégorie poids légers après sa victoire aux points contre le Suédois Thure Ahlkvist. Stevens passe professionnel la même année. Il remporte le titre de champion d'Afrique du Sud des poids légers en 1933 et des poids welters en 1939.

## Parcours auxJeux olympiques
Jeux olympiques d'été de 1932 à Los Angeles (poids légers) :
- Bat Jose Padilla (Philippines) aux points
- Bat Franz Kartz (Allemagne) aux points
- Bat Mario Bianchini (Italie) aux points
- Bat Thure Ahlkvist (Suède) aux points

## Référence
1. ↑  (en) Résultats des Jeux olympiques 1932 (amateur-boxing.strefa.pl)